# تيكنورا (نسيج)
تيكنورا (بالإنجليزية: Technora)‏ هي علامة تجارية من شركة تيجين لبوليمر مشترك للأميد العطري (aromatic copolyamid).

## عملية الإنتاج
في عملية تصنيع تيكنورا يفاعل بارا فينيل ثنائي الأمين (p-Phenylenediamine) مع إثير ثنائي الأمين ثنائي الفينيل(3,4'-diaminodiphenylether ) مع كلوريد التيرفثالويل (Terephthaloyl chloride)ا. وهذه عملية بسيطة نسبيا تستخدم فقط مذيب واحد للأميد وبذلك يمكن للغزل أن يكون مباشرة بعد تصنيع البوليمر.

## أبرز الاستخدامات الصناعية
- صناعة السيارات والصناعات الأخرى:
  - خراطيم العنفات
  - الخراطيم عالية الضغط.
  - حزام V و الحزام المؤقت
  - تسليح ميكانيكي للمواد المطاطية.
- استخدامات في الشد الخطي:
  - كبالات الألياف البصرية.
  - حبال، والحبال السلكية، والكابلات.
  - الكبل السري (Umbilical cable).
  - الإبحار الشراعي Windsurfing.
- أغشية الطبول.

## اقرأ أيضا
- أراميد
- توارون